# Gustav Parthey

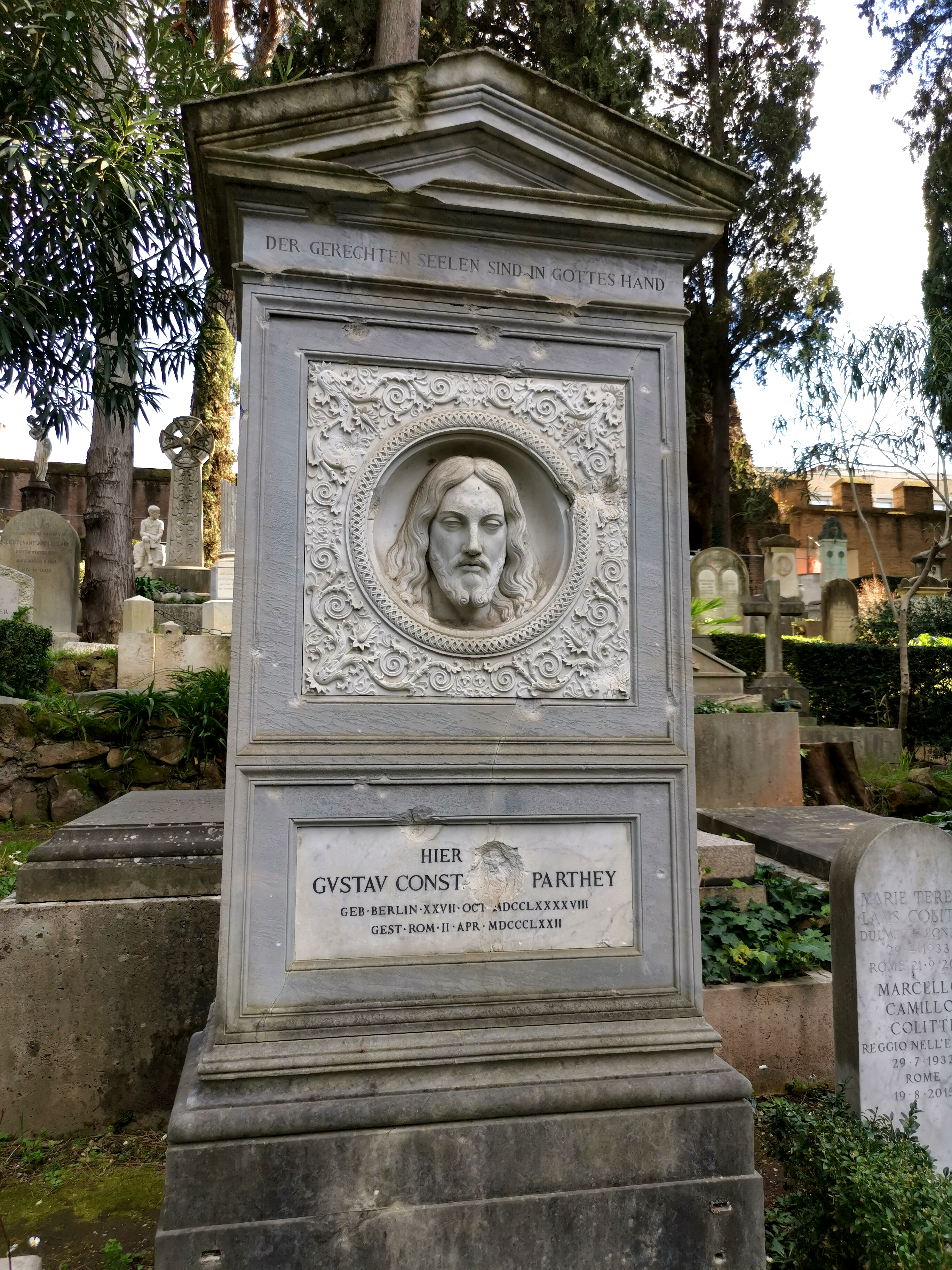
Grab auf dem Nichtkatholischen (Protestantischen) Friedhof Rom

Gustav Friedrich Konstantin Parthey (* 27. Oktober 1798 in Berlin; † 2. April 1872 in Rom) war ein deutscher Philologe und Kunsthistoriker.

## Leben
Gustav Parthey war der Sohn von Daniel Friedrich Parthey (1745–1822), Hofrat im Generalfinanzdirektorium in Berlin, und von Wilhelmine Nicolai († 1803), der ältesten Tochter von Friedrich Nicolai. Seine Schwester Lili (1800–1829) heiratete den Komponisten Bernhard Klein.
Parthey absolvierte das Gymnasium zum Grauen Kloster in Berlin. Später studierte er Philosophie und Altertumskunde in Berlin und Heidelberg, wo er 1820 promovierte. In den folgenden Jahren bereiste er Frankreich, England, Italien, Griechenland und den Orient. 1824 heiratete er Wilhelmine Mitterbacher aus Karlsbad. Ab 1825 lebte er wieder in Berlin. Materielle Sorgen kannte er aufgrund der privilegierten Stellung seiner Familie nie. Parthey leitete die Nicolaische Buchhandlung und beschäftigte sich als Privatgelehrter mit kunst- und kulturgeschichtlichen Studien. Er veröffentlichte mehrere Arbeiten.

## Mitgliedschaften
Gustav Parthey war Mitglied der Deutschen Morgenländischen Gesellschaft.
1857 wurde er Mitglied der Berliner Akademie der Wissenschaften.

## Schriften
- Alexander von Humboldt[:] Vorlesungen über physikalische Geographie. Novmbr. 1827 bis April,[!] 1828. Nachgeschrieben von G. Partheÿ. [Berlin], [1827/28]. Digitalisat und Volltext im Deutschen Textarchiv
- De Philis insula eiusque monumentis commentatio. Nicolai, Berlin 1830. (Digitalisat)
- Siciliae antiquae tabula emendata. Nicolai, Berlin 1834. (Digitalisat)
- Wanderungen durch Sicilien und die Levante. 2 Bände und Bildertafeln. Nicolai, Berlin 1834–1840. (Digitalisat Band 1), (Band 2)
- Das alexandrinische Museum (1837. Preisschrift mit einer goldenen Medaille gekrönt)
- Die Mitarbeiter an Friedrich Nicolai’s Allgemeiner Deutscher Bibliothek nach ihren Namen und Zeichen in zwei Registern geordnet Berlin 1842. Reprographischer Nachdruck Gerstenberg, Hildesheim 1973.
- Vocabularium coptico-latinum et lat-copt. (1844) IA
- mit Moritz Pinder: Itinerarium Antonini Augusti et Hierosolymitanvm. Nicolai, Berlin 1848. (Digitalisat)
- Wenzel Hollar. Beschreibendes Verzeichniß seiner Kupferstiche. Nicolai, Berlin 1853. (Digitalisat)
- Plutarch aus Cyrillus erläutert. In: Zeitschrift der Deutschen Morgenländischen Gesellschaft, Band 7. 1853. S. 377–381 (Digitalisat).
- Hermetis Trismegisti Poemander. Nicolai, Berlin 1854. (Digitalisat)
- Die Bildersammlungen in Rudolstadt. Ein Leitfaden für Einheimische und Fremde. Nicolai, Berlin 1857.
- Iamblichi de mysteriis liber. Nicolai, Berlin 1857.
- mit Moritz Pinder: Ravennatis anonymi cosmographia et Guidonis geographica, ex libris manu scriptis. Nicolai, Berlin 1860. (Digitalisat)
- Deutscher Bildersaal. Verzeichniss der in Deutschland vorhandenen Oelbilder verstorbener Maler aller Schulen. 2 Bände Nicolai, Berlin 1861–1864. (Digitalisat Band 1), (Band 2)
- Das Orakel und die Oase des Ammon (1862) (Digitalisat)
- mit Ferdinand Larsow: Eusebii Pamphili Onomasticon. Nicolai, Berlin 1862. (Digitalisat)
- Hieroclis Synecdemos et notitiae Graecae episcopatuum. Nicolai, Berlin 1866. (Digitalisat)
- P. Melas de chorographia libri tres. 1866.
- Mirabilia Romae e codicibus vaticanis emendata. Nicolai, Berlin 1869. (Digitalisat)
- Dicuili liber de mensura orbis terrae. Nicolai, Berlin 1869.
- Jugenderinnerungen. Handschrift für Freunde. 2 Bände, Berlin Schade 1871 (Digitalisat und Volltext im Deutschen Textarchiv, Digitalisat und Volltext im Deutschen Textarchiv); erneut veröffentlicht als Das Haus in der Brüderstraße: Aus dem Leben einer berühmten Berliner Familie Hrsg. von Gabriele Koebel; Berlin: Verl. Das Neue Berlin 1957
- Ein verfehlter und ein gelungener Besuch bei Goethe (1862, neu abgedruckt 1883) (Digitalisat und Volltext im Deutschen Textarchiv)